# بورغوسيشيا
بورغوسيشيا هي بلدية في مقاطعة فرشيلي التابعة لإقليم بييمونتي الإيطالي، تقع على بعد حوالي 80 كيلومتر (50 ميل) إلى الشمال الشرقي من مدينة تورينو وحوالي 45 كيلومتر (28 ميل) شمال مدينة فيرتشيلي.
وهي أكبر مدينة في (فالسيشيا)، على نهر سيسيا.

## السكان
في سنة 1861 بلغ عدد السكان 5٬959 نسمة، وتطور العدد ليصل في سنة 2011 لـ 13٬031 نسمة.
يظهر هذا المخطط البياني تطور النمو السكاني لـ بورغوسيشيا

## التاريخ

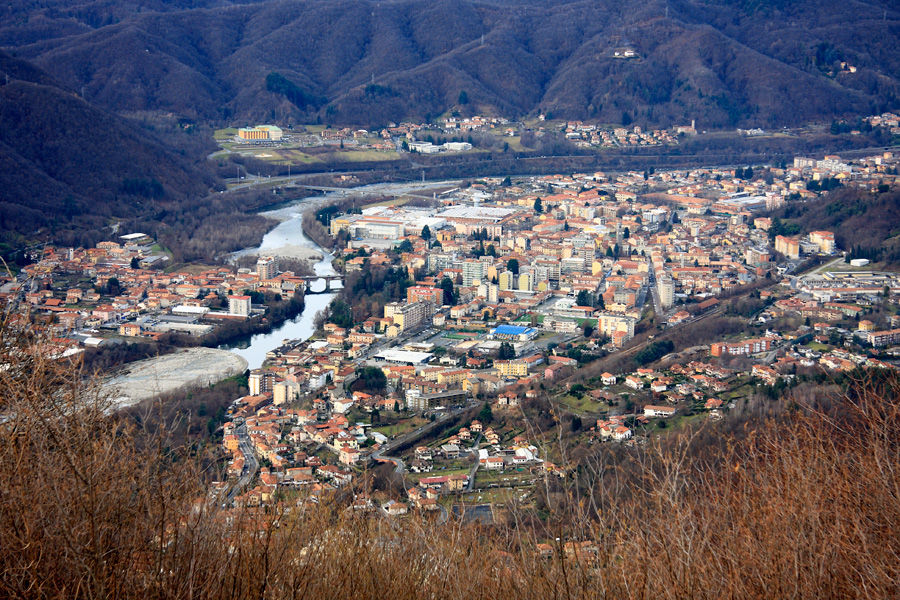
بورغسيشيا من جبل فينيرا

تأسست المدينة في 14 قبل الميلاد من قبل السكان الأصليين، وبعد ذلك سميت باسم سيسو من قبل الرومان بعد الفتح. في العصور الوسطى كان يملكها دوقات (البياندرات) في القرن 17 من قبل إسبانيا.

## توأمة
لبورغوسيشيا اتفاقيات توأمة مع:
- روكاراسو

## أعلام
- إيمانويلا سيتي كارارو

## وصلات خارجية
- الموقع الرسمي